# ده‌نو (فاریاب)
دهنو (کهنوج)، روستایی از توابع بخش فاریاب شهرستان کهنوج در استان کرمان ایران است.

## جمعیت
این روستا در دهستان کلاشگرد قرار دارد و براساس سرشماری مرکز آمار ایران در سال ۱۳۸۵، جمعیت آن زیر سه خانوار بوده‌است.